# Salão do Centenário em Wrocław
O Salão do Centenário (em alemão: Jahrhunderthalle, em polonês: Hala Stulecia ou Hala Ludowa) é uma construção histórica de Wrocław (Breslau) erigida em 1913 quando a cidade fazia parte do Império Alemão. O salão está listado no Patrimônio Mundial da UNESCO desde 2006.
O salão foi construído no Império Alemão em 1911-1913 sob os planos do arquiteto Max Berg, durante a preparação de uma exposição para comemorar os 100 anos da batalha das nações.